# Чемпионат СССР по лёгкой атлетике 1982
Лично-командный чемпионат СССР по лёгкой атлетике 1982 года проходил в два этапа в Киеве на Республиканском стадионе. С 25 по 27 июля были определены чемпионы страны в беге на средние и длинные дистанции, а спустя месяц, с 20 по 22 августа, сильнейших выявили представители спринтерского бега, легкоатлетических прыжков и метаний. Всего было разыграно 36 комплектов медалей (10 на первом этапе и 26 на втором).
Соревнования в прыжке с шестом были отменены из-за проливного дождя в Киеве. Чемпионат страны в этой дисциплине был проведён позднее, 17 сентября в Ташкенте одновременно с Кубком СССР.
Главным событием первой части национального чемпионата стал мировой рекорд, который установила Светлана Ульмасова в беге на 3000 метров. Бегунья из Андижана показала результат 8.26,78, что оказалось на 0,34 секунды лучше предыдущего достижения другой советской легкоатлетки Людмилы Брагиной (8.27,12, 1976 год).
Анна Доморадская обновила рекорд Европы на дистанции 10 000 метров — 31.48,23. Два других призёра чемпионата также пробежали лучше предыдущего континентального достижения (32.17,20).
Второй результат в мировой истории женского бега на 1500 метров показала Ольга Двирна — 3.54,23. Быстрее неё бежала только рекордсменка Татьяна Казанкина (3.52,47).
Дмитрий Дмитриев в третий раз подряд стал чемпионом Советского Союза на дистанции 5000 метров. На финише он опередил рекордсмена страны Валерия Абрамова, впервые в карьере разменяв рубеж 13 минут 20 секунд (13.19,18). Помимо Дмитриева, рекорды чемпионатов СССР установили Алексей Литвинов (800 метров, 1.45,11) и Николай Киров (1500 метров, 3.36,34).
Вторая часть национального первенства, прошедшая в августе, запомнилась несколькими результатами, близкими к рекордным. В женском прыжке в высоту Тамара Быкова и Елена Попкова взяли 1,97 м, что всего на 1 см хуже национального рекорда Быковой, который она установила двумя месяцами ранее.
Геннадий Валюкевич два сантиметра не дотянул до рекорда СССР в тройном прыжке. Дальше него прыгал только трёхкратный олимпийский чемпион Виктор Санеев — 17,44 м (1972). Высокие результаты показали и призёры соревнований: Александр Бескровный с прыжком на 17,37 м переместился на третье место в списке лучших прыгунов в истории СССР, Василий Грищенков показал 17,26 м и стал пятым в истории.
Третьим бегуном страны на дистанции 200 метров стал Сергей Соколов, уверенно опередивший соперников в финале — 20,54. Однако лучшему результату Валерия Борзова (20,00) он, как и остальные советские спринтеры, по-прежнему серьёзно уступал.
Личный рекорд в метании диска (68,52 м) установил Игорь Дугинец, менее метра проигравший рекорду СССР.
В беге на 400 метров с барьерами Александр Яцевич смог прервать серию Василия Архипенко, который выиграл пять предыдущих чемпионатов страны. Результат победителя впервые в истории турнира оказался быстрее 49 секунд (48,89). Среди женщин в этой дисциплине первой стала Елена Филипишина — она установила личный рекорд (55,00) и менее секунды проиграла мировому достижению Карин Росслей (54,28).
Победный дубль на чемпионате сделал Андрей Прокофьев, выигравший бег на 100 метров и 110 метров с барьерами.
В течение 1982 года в различных городах были проведены также чемпионаты СССР в отдельных дисциплинах лёгкой атлетики:
- 25—26 февраля — зимний чемпионат СССР по метаниям (Сочи, Леселидзе)
- 28 февраля — зимний чемпионат СССР по спортивной ходьбе и кроссу (Ессентуки)
- 8 мая — чемпионат СССР по кроссу (Москва)
- 11 июня — чемпионат СССР по бегу на 5000 метров среди женщин (Москва)
- 27 июня — чемпионат СССР по марафону (Москва)
- 3 июля — чемпионат СССР по ходьбе на 50 км (Москва)
- 19 июля — чемпионат СССР по ходьбе на 20 км (Ленинград)
- 1—2 августа — чемпионат СССР по многоборьям (Москва)
- 17 сентября — чемпионат СССР по прыжку с шестом (Ташкент)

## Призёры (1-й этап)

### Командное первенство
| Место | Команда        |
| ----- | -------------- |
| 1     | РСФСР          |
| 2     | Украинская ССР |
| 3     | Ленинград      |

### Мужчины
| Дисциплина             | Золото                                 | Золото   | Серебро                                  | Серебро  | Бронза                                       | Бронза   |
| ---------------------- | -------------------------------------- | -------- | ---------------------------------------- | -------- | -------------------------------------------- | -------- |
| 800 м                  | Алексей Литвинов Ленинград             | 1.45,44  | Александр Костецкий РСФСР Улан-Удэ       | 1.45,66  | Анатолий Решетняк Украинская ССР Симферополь | 1.46,37  |
| 1500 м                 | Николай Киров Белорусская ССР Гомель   | 3.36,34  | Виталий Тищенко Украинская ССР Киев      | 3.37,87  | Сергей Блоцкий Белорусская ССР Гомель        | 3.38,08  |
| 5000 м                 | Дмитрий Дмитриев Ленинград             | 13.19,18 | Валерий Абрамов РСФСР Московская область | 13.20,12 | Геннадий Фишман Белорусская ССР Минск        | 13.31,28 |
| 10 000 м               | Иван Парлуй РСФСР Смоленск             | 28.01,00 | Виктор Чумаков Белорусская ССР Минск     | 28.10,83 | Сергей Злобин РСФСР Южно-Сахалинск           | 28.21,54 |
| 3000 м с препятствиями | Александр Величко Украинская ССР Львов | 8.28,70  | Борис Прус Украинская ССР Киев           | 8.29,59  | Борис Нестерук Молдавская ССР Кишинёв        | 8.31,74  |

### Женщины
| Дисциплина       | Золото                                   | Золото   | Серебро                                    | Серебро  | Бронза                            | Бронза   |
| ---------------- | ---------------------------------------- | -------- | ------------------------------------------ | -------- | --------------------------------- | -------- |
| 800 м            | Ольга Минеева РСФСР Свердловск           | 1.57,41  | Равиля Аглетдинова Белорусская ССР Минск   | 1.57,68  | Людмила Веселкова Ленинград       | 1.57,85  |
| 1500 м           | Ольга Двирна Ленинград                   | 3.54,23  | Замира Зайцева Узбекская ССР Андижан       | 3.56,14  | Татьяна Позднякова РСФСР Улан-Удэ | 3.56,50  |
| 3000 м           | Светлана Ульмасова Узбекская ССР Андижан | 8.26,78  | Светлана Гуськова Молдавская ССР Тирасполь | 8.29,36  | Галина Захарова РСФСР Челябинск   | 8.33,40  |
| 10 000 м         | Анна Доморадская Украинская ССР Киев     | 31.48,23 | Раиса Садрейдинова РСФСР Ульяновск         | 31.55,02 | Людмила Баранова РСФСР Пермь      | 32.04,88 |
| Ходьба на 5000 м | Людмила Хрущёва РСФСР Ярославль          | 22.48,21 | Наталья Шарыпова РСФСР Новосибирск         | 23.01,73 | Роза Ундерова РСФСР Чебоксары     | 23.03,74 |

## Призёры (2-й этап)

### Командное первенство
| Место | Команда          |
| ----- | ---------------- |
| 1     | РСФСР-I          |
| 2     | Украинская ССР-I |
| 3     | Ленинград        |

### Мужчины
| Дисциплина              | Золото                                                                     | Золото             | Серебро                                                                    | Серебро            | Бронза                                                                                 | Бронза             |
| ----------------------- | -------------------------------------------------------------------------- | ------------------ | -------------------------------------------------------------------------- | ------------------ | -------------------------------------------------------------------------------------- | ------------------ |
| 100 м                   | Андрей Прокофьев РСФСР-I Свердловск                                        | 10,33              | Николай Сидоров Москва                                                     | 10,46              | Александр Евгеньев Ленинград                                                           | 10,52              |
| 200 м (ветер: −0,9 м/с) | Сергей Соколов Украинская ССР-I Киев                                       | 20,54              | Николай Сидоров Москва                                                     | 20,79              | Александр Золотарёв РСФСР-I Иркутск                                                    | 20,90              |
| 400 м                   | Александр Трощило Москва                                                   | 45,70              | Виктор Маркин РСФСР-I Новосибирск                                          | 45,80              | Павел Коновалов РСФСР-II Ростов-на-Дону                                                | 45,90              |
| 110 м с барьерами       | Андрей Прокофьев РСФСР-I Свердловск                                        | 13,74              | Александр Пучков Ленинград                                                 | 13,77              | Георгий Шабанов РСФСР-I Псков                                                          | 14,03              |
| 400 м с барьерами       | Александр Яцевич Ленинград                                                 | 48,89              | Василий Архипенко Украинская ССР-I Донецк                                  | 49,47              | Александр Харлов Узбекская ССР Ташкент                                                 | 49,52              |
| Прыжок в высоту         | Алексей Демьянюк Украинская ССР-I Львов                                    | 2,30 м             | Валерий Середа Ленинград                                                   | 2,28 м             | Александр Григорьев Белорусская ССР Минск                                              | 2,26 м             |
| Прыжок в длину          | Виктор Бельский Белорусская ССР Минск                                      | 8,20 м (+1,3 м/с)  | Юрий Самарин Украинская ССР-I Днепропетровск                               | 8,16 м (+0,8 м/с)  | Арвидас Сабонис Литовская ССР Вильнюс                                                  | 8,06 м             |
| Тройной прыжок          | Геннадий Валюкевич Белорусская ССР Минск                                   | 17,42 м (+2,0 м/с) | Александр Бескровный Москва                                                | 17,37 м (+1,6 м/с) | Василий Грищенков Ленинград                                                            | 17,26 м (+1,4 м/с) |
| Толкание ядра           | Владимир Киселёв Украинская ССР-I Кременчуг                                | 21,09 м            | Янис Боярс Латвийская ССР Стучка                                           | 21,03 м            | Александр Барышников Ленинград                                                         | 20,61 м            |
| Метание диска           | Игорь Дугинец Украинская ССР-I Одесса                                      | 68,52 м            | Юрий Думчев Москва                                                         | 65,44 м            | Дмитрий Ковцун Украинская ССР-I Киев                                                   | 64,40 м            |
| Метание молота          | Игорь Никулин Ленинград                                                    | 80,14 м            | Сергей Литвинов РСФСР-I Ростов-на-Дону                                     | 77,26 м            | Юрий Тарасюк Белорусская ССР Минск                                                     | 75,74 м            |
| Метание копья           | Дайнис Кула Латвийская ССР Вентспилс                                       | 85,86 м            | Александр Зайцев РСФСР-I Ростов-на-Дону                                    | 85,50 м            | Хейно Пуусте Эстонская ССР Таллин                                                      | 85,16 м            |
| Эстафета 4×100 м        | Москва Юрий Пискунов Андрей Шляпников Александр Черкашин Николай Сидоров   | 39,70              | Ленинград Владимир Шершень Николай Юшманов Александр Аксинин Игорь Иванеев | 39,96              | Украинская ССР-I · Виктор Брызгин · Владимир Лосев · Валентин Цехович · Сергей Соколов | 40,20              |
| Эстафета 4×400 м        | РСФСР-I · Виктор Маркин · Павел Коновалов · Владимир Просин · Иван Бабенко | 3.07,45            | Москва Николай Усик Андрей Петров Валерий Шаров Николай Чернецкий          | 3.08,68            | Украинская ССР-I · Александр Чешко · Александр Васильев · Павел Рощин · Виктор Бураков | 3.09,56            |

### Женщины
| Дисциплина        | Золото                                                                                      | Золото  | Серебро                                                                             | Серебро | Бронза                                                                            | Бронза  |
| ----------------- | ------------------------------------------------------------------------------------------- | ------- | ----------------------------------------------------------------------------------- | ------- | --------------------------------------------------------------------------------- | ------- |
| 100 м             | Людмила Кондратьева РСФСР-I Ростов-на-Дону                                                  | 11,28   | Раиса Махова Украинская ССР-I Днепропетровск                                        | 11,38   | Елена Кельчевская Ленинград                                                       | 11,48   |
| 200 м             | Раиса Махова Украинская ССР-I Днепропетровск                                                | 22,81   | Ирина Ольховникова Украинская ССР-I Запорожье                                       | 23,17   | Ольга Короткова Москва                                                            | 23,57   |
| 400 м             | Ирина Баскакова Ленинград                                                                   | 50,54   | Лариса Крылова РСФСР-I Омск                                                         | 50,89   | Елена Корбан Москва                                                               | 51,18   |
| 100 м с барьерами | Мария Мерчук Молдавская ССР Кишинёв                                                         | 12,87   | Наталья Петрова Москва                                                              | 13,06   | Вера Комисова Ленинград                                                           | 13,13   |
| 400 м с барьерами | Елена Филипишина РСФСР-I Свердловск                                                         | 55,00   | Анна Кастецкая Литовская ССР Вильнюс                                                | 55,12   | Екатерина Фесенко РСФСР-I Краснодар                                               | 55,42   |
| Прыжок в высоту   | Тамара Быкова РСФСР-I Ростов-на-Дону                                                        | 1,97 м  | Елена Попкова Ленинград                                                             | 1,97 м  | Валентина Палуйко Белорусская ССР Минск                                           | 1,95 м  |
| Прыжок в длину    | Светлана Зорина РСФСР-I Волгоград                                                           | 6,86 м  | Елена Дребезова РСФСР-II Краснодар                                                  | 6,80 м  | Елена Иванова Москва                                                              | 6,77 м  |
| Толкание ядра     | Нуну Абашидзе Украинская ССР-I Одесса                                                       | 21,20 м | Нина Самсонова Москва                                                               | 19,91 м | Александра Абашидзе Украинская ССР-I Одесса                                       | 19,81 м |
| Метание диска     | Татьяна Лесовая Казахская ССР Алма-Ата                                                      | 65,42 м | Галина Мурашова Литовская ССР Вильнюс                                               | 65,10 м | Нина Самсонова Москва                                                             | 64,90 м |
| Метание копья     | Галина Исаева РСФСР-I Владивосток                                                           | 63,00 м | Нина Никанорова Ленинград                                                           | 60,44 м | Галина Кондрина Узбекская ССР Фергана                                             | 57,64 м |
| Эстафета 4×100 м  | Украинская ССР-I · Лариса Сивоконь · Ирина Ольховникова · Раиса Махова · Людмила Оринянская | 44,59   | Москва Ольга Короткова Лариса Шлыкова Евгения Логинова Марина Старлычанова          | 44,90   | РСФСР-I · Ольга Золотарёва · Нина Дербина · Марина Романова · Светлана Жиздрикова | 45,02   |
| Эстафета 4×400 м  | РСФСР-II · Людмила Чернова · Марина Иванова · Надежда Лялина · Людмила Борисова             | 3.27,94 | РСФСР-I · Лариса Крылова · Татьяна Литвинова · Елена Филипишина · Екатерина Фесенко | 3.30,06 | Москва Вера Грачёва Людмила Белова Ирина Подъяловская Елена Корбан                | 3.30,98 |

## Зимний чемпионат СССР по метаниям
Зимний чемпионат СССР по метаниям прошёл 25—26 февраля в российском городе Сочи и грузинском посёлке Леселидзе.

### Мужчины
| Дисциплина     | Золото                                | Золото  | Серебро                                    | Серебро | Бронза                                 | Бронза  |
| -------------- | ------------------------------------- | ------- | ------------------------------------------ | ------- | -------------------------------------- | ------- |
| Метание диска  | Георгий Колноотченко РСФСР Ставрополь | 64,68 м | Дмитрий Ковцун Украинская ССР Киев         | 62,58 м | Игорь Дугинец Украинская ССР Одесса    | 62,44 м |
| Метание молота | Юрий Седых Украинская ССР Киев        | 77,32 м | Игорь Никулин Ленинград                    | 76,44 м | Сергей Литвинов РСФСР Ростов-на-Дону   | 75,28 м |
| Метание копья  | Хейно Пуусте Эстонская ССР Таллин     | 85,82 м | Александр Макаров РСФСР Московская область | 80,50 м | Василий Ершов Украинская ССР Запорожье | 79,72 м |

### Женщины
| Дисциплина    | Золото                                | Золото  | Серебро                         | Серебро | Бронза                                | Бронза  |
| ------------- | ------------------------------------- | ------- | ------------------------------- | ------- | ------------------------------------- | ------- |
| Метание диска | Галина Савинкова РСФСР Краснодар      | 65,44 м | Любовь Уракова РСФСР Волгоград  | 62,24 м | Галина Мурашова Литовская ССР Вильнюс | 61,60 м |
| Метание копья | Галина Кондрина Узбекская ССР Фергана | 61,44 м | Галина Исаева РСФСР Владивосток | 57,20 м | Сандра Лейшкалне Латвийская ССР Рига  | 56,40 м |

## Зимний чемпионат СССР по спортивной ходьбе и кроссу
В 1982 году впервые был проведён зимний чемпионат страны по спортивной ходьбе. В программу первого официального старта в году были включены дистанции 10 км у мужчин и 5 км у женщин. Соревнования состоялись 28 февраля одновременно с чемпионатом СССР по кроссу в городе Ессентуки, РСФСР.

### Мужчины
| Дисциплина      | Золото                                           | Золото  | Серебро                                     | Серебро | Бронза                                         | Бронза  |
| --------------- | ------------------------------------------------ | ------- | ------------------------------------------- | ------- | ---------------------------------------------- | ------- |
| Кросс 6 км      | Александр Загоруйко Сборная сельских ДСО Винница | 17.49,2 | Геннадий Темников Вооружённые Силы Улан-Удэ | 17.50,5 | Виктор Долгополов Вооружённые Силы Новосибирск | 17.51,0 |
| Кросс 10 км     | Сергей Наволокин Спартак Джамбул                 | 30.26,4 | Энн Селлик Сборная сельских ДСО Тарту       | 30.29,0 | Виктор Недыбалюк Вооружённые Силы Винница      | 30.29,8 |
| Кросс 14 км     | Александр Антипов Трудовые резервы Вильнюс       | 42.11,2 | Тоомас Турб Труд Таллин                     | 42.31,3 | Валерий Сапон Вооружённые Силы Ленинград       | 42.36,6 |
| Ходьба на 10 км | Николай Матвеев Вооружённые Силы Минск           | 40.20   | Сергей Процышин Вооружённые Силы Львов      | 40.24   | Иван Санковский Динамо Москва                  | 40.29   |

### Женщины
| Дисциплина     | Золото                                      | Золото  | Серебро                             | Серебро | Бронза                                       | Бронза  |
| -------------- | ------------------------------------------- | ------- | ----------------------------------- | ------- | -------------------------------------------- | ------- |
| Кросс 3 км     | Светлана Ульмасова Вооружённые Силы Андижан | 9.19,6  | Раиса Садрейдинова Динамо Ульяновск | 9.31,4  | Людмила Матвеева Труд Уфа                    | 9.42,0  |
| Кросс 6 км     | Елена Сипатова Труд Москва                  | 19.40,0 | Ольга Кренцер Динамо Волгоград      | 19.42,0 | Раиса Смехнова Труд Минск                    | 19.57,0 |
| Ходьба на 5 км | Людмила Хрущёва Труд Ярославль              | 23.10   | Ольга Чугунова Спартак Чебоксары    | 23.12   | Александра Деверинская Буревестник Чебоксары | 23.17   |

## Чемпионат СССР по кроссу
8 мая 1982 года в финале XXI Всесоюзного кросса на призы газеты «Правда» были разыграны медали чемпионата СССР на дистанциях 8 и 12 км у мужчин, а также 2 км у женщин. Соревнования прошли в Москве.

### Мужчины
| Дисциплина  | Золото                                | Золото  | Серебро                              | Серебро | Бронза                                 | Бронза  |
| ----------- | ------------------------------------- | ------- | ------------------------------------ | ------- | -------------------------------------- | ------- |
| Кросс 8 км  | Геннадий Фишман Белорусская ССР Минск | 24.00,6 | Виктор Чумаков Белорусская ССР Брест | 24.01,1 | Сергей Злобин РСФСР Южно-Сахалинск     | 24.02,2 |
| Кросс 12 км | Иван Парлуй РСФСР Смоленск            | 36.53,2 | Валерий Сапон Ленинград              | 37.00,3 | Константин Лебедев Украинская ССР Киев | 37.07,3 |

### Женщины
| Дисциплина | Золото                                   | Золото | Серебро                             | Серебро | Бронза                      | Бронза |
| ---------- | ---------------------------------------- | ------ | ----------------------------------- | ------- | --------------------------- | ------ |
| Кросс 2 км | Равиля Аглетдинова Белорусская ССР Минск | 5.57,0 | Гульбира Нуртдинова РСФСР Челябинск | 6.00,5  | Людмила Веселкова Ленинград | 6.05,9 |

## Чемпионат СССР по бегу на 5000 метров среди женщин
Чемпионат страны в беге на 5000 метров среди женщин прошёл 11 июня в Москве на Центральном стадионе имени В. И. Ленина в рамках XXV Мемориала братьев Знаменских. На относительно новой для женских соревнований дистанции Ирина Бондарчук установила новый рекорд Европы — 15.12,62.

### Женщины
| Дисциплина | Золото                    | Золото   | Серебро                           | Серебро  | Бронза                 | Бронза   |
| ---------- | ------------------------- | -------- | --------------------------------- | -------- | ---------------------- | -------- |
| 5000 м     | Ирина Бондарчук Ленинград | 15.12,62 | Елена Цухло Белорусская ССР Минск | 15.25,13 | Жанна Турсунова Москва | 15.34,45 |

## Чемпионат СССР по марафону
Чемпионат СССР по марафону состоялся 27 июня 1982 года в Москве. Зоя Иванова защитила титул чемпионки страны и установила новое всесоюзное достижение — 2:35.38. Среди мужчин победу в финишном створе вырвал чемпион Европы 1978 года Леонид Мосеев. Серебряного призёра Юрия Плешкова он опередил всего на одну секунду.

### Мужчины
| Дисциплина | Золото                        | Золото  | Серебро                    | Серебро | Бронза                              | Бронза  |
| ---------- | ----------------------------- | ------- | -------------------------- | ------- | ----------------------------------- | ------- |
| Марафон    | Леонид Мосеев РСФСР Челябинск | 2:16.03 | Юрий Плешков РСФСР Иваново | 2:16.04 | Валерий Соловей Украинская ССР Киев | 2:16.06 |

### Женщины
| Дисциплина | Золото                             | Золото  | Серебро                              | Серебро | Бронза                                          | Бронза  |
| ---------- | ---------------------------------- | ------- | ------------------------------------ | ------- | ----------------------------------------------- | ------- |
| Марафон    | Зоя Иванова Казахская ССР Алма-Ата | 2:35.38 | Раиса Смехнова Белорусская ССР Минск | 2:37.04 | Надежда Гумерова Казахская ССР Усть-Каменогорск | 2:37.24 |

## Чемпионат СССР по ходьбе на 50 км
Чемпионат СССР по спортивной ходьбе на 50 км состоялся 3 июля в Москве.

### Мужчины
| Дисциплина      | Золото                     | Золото  | Серебро                     | Серебро | Бронза                   | Бронза  |
| --------------- | -------------------------- | ------- | --------------------------- | ------- | ------------------------ | ------- |
| Ходьба на 50 км | Виктор Доровских Ленинград | 3:46.54 | Валерий Сунцов РСФСР Ижевск | 3:46.58 | Пётр Гаус РСФСР Кемерово | 3:47.13 |

## Чемпионат СССР по ходьбе на 20 км
Чемпионат СССР по спортивной ходьбе на 20 км состоялся 19 июля в Ленинграде.

### Мужчины
| Дисциплина      | Золото                               | Золото  | Серебро                               | Серебро | Бронза                    | Бронза  |
| --------------- | ------------------------------------ | ------- | ------------------------------------- | ------- | ------------------------- | ------- |
| Ходьба на 20 км | Пётр Поченчук Белорусская ССР Гродно | 1:23.29 | Николай Матвеев Белорусская ССР Минск | 1:24.07 | Николай Полозов Ленинград | 1:24.12 |

## Чемпионат СССР по многоборьям
Чемпионы страны в многоборьях определились 1—2 августа в Москве на Центральном стадионе имени В. И. Ленина. Оба победителя впервые в карьере выиграли летний чемпионат СССР и установили национальные рекорды. Константин Ахапкин набрал лучшую сумму в истории страны в мужском десятиборье (8458 очков), а Наталья Грачёва — в женском семиборье (6611 очков).

### Мужчины
| Дисциплина   | Золото                    | Золото            | Серебро                                | Серебро          | Бронза                        | Бронза            |
| ------------ | ------------------------- | ----------------- | -------------------------------------- | ---------------- | ----------------------------- | ----------------- |
| Десятиборье* | Константин Ахапкин Москва | 8458 очков (8485) | Валерий Качанов Молдавская ССР Кишинёв | 8233 очка (8215) | Григорий Дегтярёв РСФСР Киров | 8214 очков (8217) |

### Женщины
| Дисциплина | Золото                                  | Золото            | Серебро                         | Серебро           | Бронза               | Бронза            |
| ---------- | --------------------------------------- | ----------------- | ------------------------------- | ----------------- | -------------------- | ----------------- |
| Семиборье* | Наталья Грачёва Украинская ССР Никополь | 6611 очков (6646) | Наталья Шубенкова РСФСР Барнаул | 6520 очков (6524) | Мила Колядина Москва | 6398 очков (6427) |

* Для определения победителя в соревнованиях многоборцев использовалась старая система начисления очков. Пересчёт с использованием современных таблиц перевода результатов в баллы приведён в скобках.

## Чемпионат СССР по прыжку с шестом
Соревнования чемпионата страны в прыжке с шестом, отменённые в Киеве из-за проливного дождя, были проведены 17 сентября в Ташкенте в рамках Кубка СССР. Спортсмены выявили сильнейших на стадионе «Пахтакор». Чемпионом стал Виктор Спасов (5,60 м), 18-летний Сергей Бубка завоевал серебряную медаль с результатом 5,55 м.

### Мужчины
| Дисциплина      | Золото                            | Золото | Серебро                            | Серебро | Бронза                                  | Бронза |
| --------------- | --------------------------------- | ------ | ---------------------------------- | ------- | --------------------------------------- | ------ |
| Прыжок с шестом | Виктор Спасов Украинская ССР Киев | 5,60 м | Сергей Бубка Украинская ССР Донецк | 5,55 м  | Владимир Шульгин Казахская ССР Алма-Ата | 5,55 м |